# The Boys (canción)
«The Boys» es una canción interpretada por la rapera, compositora y cantante trinitense, Nicki Minaj y la cantante estadounidense Cassie. La canción fue escrita por Minaj, Jonas Jeberg, Jean-Baptiste y Anjulie Persaud, y producida por Jerberg y Baptiste. La canción fue lanzada el 13 de septiembre de 2012 bajo los sellos Young Money Entertainment, Cash Money Records y Republic Records como primer sencillo de la Reedición del segundo álbum de Minaj, Pink Friday: Roman Reloaded – The Re-Up. Originalmente la canción fue grabada por Cassie para su álbum, bajo el título de «Money on Love», posteriormente fue reproducida a Minaj durante las sesiones de The Re-Up, quién decidió grabar en la canción, manteniendo las vocales de Cassie así como también escribiendo y añadiendo sus propios versos y re-modificando algunas partes.
Aunque generalmente se podría categorizar como una mezcla de pop y hip hop, «The Boys» también incorpora en su producción elementos de otros géneros como Dancehall y folk. Musicalmente, cuenta con fuertes líenas de bajo y sintetizador, junto con toques de guitarra y rap. Su contenido lírico se describe como un "divertido pero conciso beso a los hombres que intentan comprar amor con dinero y joyas". La canción recibió aclamación de los críticos de la música, quienes elogiaron el estilo de rap de Minaj, su estructura y la inclusión de Cassie. Comercialmente, la canción apareció en algunas listas como el Billboard Bubbling Under Hot 100 donde alcanzó el número catorce, y el Hot R&B/Hip-Hop Songs donde alcanzó el número 41. También apareció en listados de países europeos incluyendo Bélgica, Irlanda y Reino Unido.
El vídeo musical se estrenó en VEVO el 18 de octubre de 2012. Dirigido por Colin Tilley, el vídeo fue recibido con una recepción generalmente positiva. Se muestran coloridas imágenes de cartoon que se encuentran en un barrio imaginario donde Minaj quema una barbería con un lanzallamas después de una visita a un salón de belleza. Cassie interpreta un personaje de aspecto andrógino inspirado por el muñeco Ken, que "se burla de los niños un poco". Minaj interpretó la canción durante su gira Pink Friday: Reloaded Tour.

## Antecedentes y desarrollo
Nicki Minaj confirmó el relanzamiento de Pink Friday: Roman Reloaded y su sencillo líder en septiembre del 2012 en los MTV Video Music Awards, declarando a E! News "De hecho voy a lanzar mi nuevo sencillo la próxima semana". El 10 de septiembre de 2012, Minaj reveló a través de Twitter que el título de la canción sería «The Boys» y que una mujer "realmente bonita" iba a colaborar con ella, junto con un vídeo musical planeado para la canción. Un día después, Minaj publicó en su cuenta de Twitter la palabra "jueves" haciendo insinuación a la fecha de lanzamiento del sencillo. La canción fue lanzada el 13 de septiembre de 2012, poniéndose disponible para descarga digital en la iTunes Store. La canción fue lanzada en la radios estadounidense iHeartRadio el mismo día.
«The Boys» tiene orígenes a partir de un demo que originalmente había sido grabado únicamente por Cassie y bajo el título de «Money on Love», para ser destinado como segundo sencillo del segundo álbum de estudio de la cantante, después de «King of Hearts». Por una razón desconocida, el álbum fue retrasado y la canción fue posteriormente reproducida a Minaj durante las sesiones de grabación para The Re-Up. Minaj conservó las vocales de Cassie en la pista, sin embargo reescribió la mayoría de los versos y también fueron incluidos elementos de producción adicional. Cassie mencionó que la canción era diferente para ella y "algo irrespetuoso", observando, "pero lo divertido es, es más mi personalidad que cualquier cosa que alguien haya escuchado". "Es más de un en tu cara, una dura Cassie". Ella también lo definió como "un poco más divertido". "Amo sus versos en la canción, ella entró en lo suyo", declaró Cassi a MTV News acerca de trabajar con Minaj, "Me encanta cuanto las mujeres colaboran y hacen todo sobre el empoderamiento femenino. No es que estemos contra los chicos; solo queremos cantar sobre eso. Y Nicki es tan inspiradora, aprendí mucho de ella estando solo incluso en cámara y viéndola presentarse". Minaj y Cassie habían colaborado previamente en una canción no lanzada titulada «Fuck U Silly», que fue filtrada en internet en enero de 2010.

## Música y composición

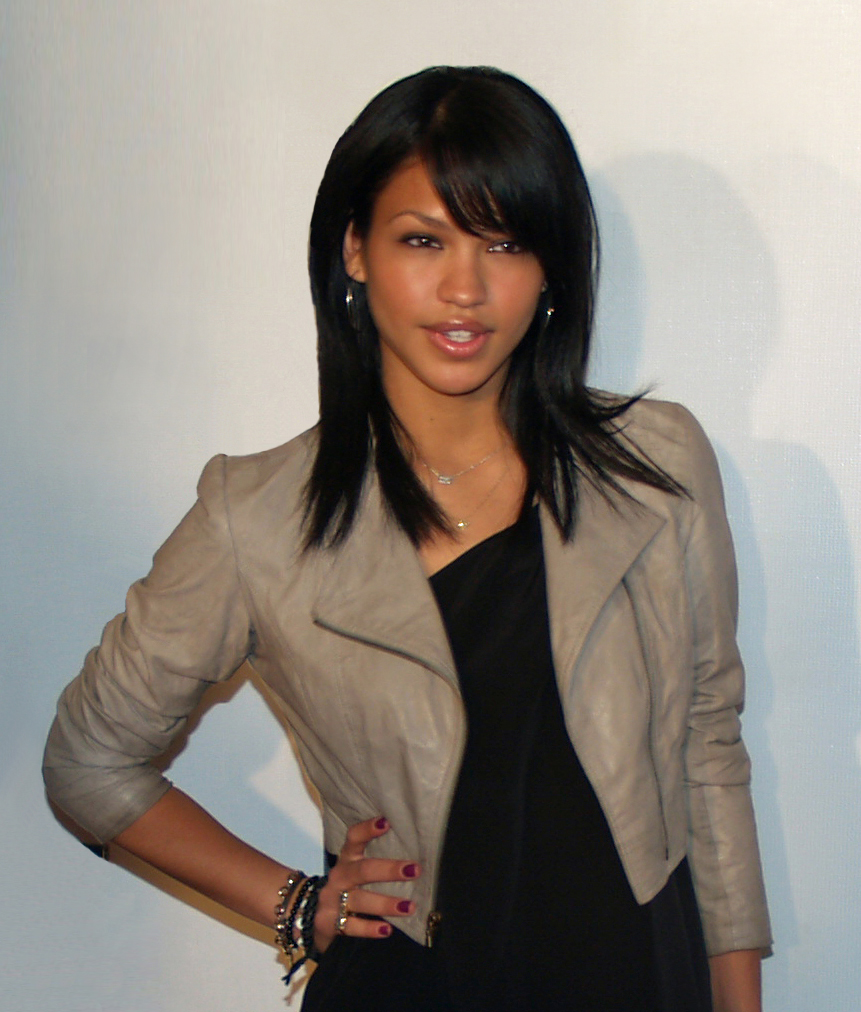
Cassie originalmente grabó una versión solista de la canción destinada a su segundo álbum.

La BBC describió «The Boys» como tener "una mezcla de dancehall, folk y sonidos de ametralladora". La canción fue escrita por Minaj, Anjulie Persaud, junto con Jonas Jeberg y Jean Baptiste, quien produjo y coprodujo la canción respectivamente. Se incluyó una mezcla de redadas de sintetizador, percusión sincopada y arpegio de guitarra acústica realizada por Jeberg y Baptiste. También tenía "ritmo palpitante, líneas de bajo ásperas y roturas hiperactivas". La parte de Cassie, escrita por la cantante canadiense de música pop Anjulie, fue respaldada por líneas de guitarra. ARTISTdirect caracterizó la canción declarando que "despierta una tormenta perfecta entre el hip hop inteligente, el pop potente y la reflexión acústica conmovedora". Ellos detallan su estructura diciendo: "Minaj permite a los enemigos saber lo que pueden hacer a través de un verso contundente y brillante antes de que los mundos cibernéticos del otro mundo se conviertan en un impresionante estribillo robotizado infeccioso", continuando, " entonces, de forma totalmente inesperada, la pista desciende a un rasgueo acústico y Cassie canta de forma prístina You get high and fuck a bunch of girls and then cry on top of the world".
La canción trata sobre un "beso despreocupado para los hombres que intentan comprar amor con dinero y joyas". La lírica incluye referencia a las canciones «Hey, Soul Sister» de Train y «Technologic» de Daft Punk. En el contenido de la letra, parece que Minaj rapea sus "más feroces líneas" según Pitchfork, ejemplificando: "I tell 'em Nicki be chillin'/ I'ma keep hurting their feelings/ Because you'll never be Jordan/ You couldn't even be Pippen/ You couldn't even be trippin'/ You can't afford a vacation/ I'm out in Haiti with Haitians/ I go to Asia with Asians/ You mad dusty/ You a lil' dusty possum/ I just come through with the six like my name was Blossom". Está escrita en la tonalidad de Do menor a un tempo de 109 latidos por minuto.

## Comentarios de la crítica
La canción tuvo aclamación por parte de los críticos de música contemporánea. Gerrick D. Kennedy de Los Angeles Times comentó que Minaj se había "casado con dos estilos" de rap y pop con «The Boys», añadiendo que la canción "ruega por sonar en la radio inmediatamente" y es un "recordatorio fresco de las pistas de Minaj que sus fanáticos del rap aman". Nate Jones de Popdust le dio a la canción cuatro de cinco estrellas, diciendo que es "muy pegadiza, pero con suficiente 'credibilidad'". Escribiendo para ARTISTdirecct, Rick Florino dio a la canción cinco de cinco estrellas, llamándola "una de las mejores canciones de Minaj hasta el momento y en un punto, una canción exitosa para el 2012", agradeciendo por su "cambio de juego, de nuevo" y aclamando que "no hay nada más excitante que Minaj ya sea en pop o hip hop". Robbie Daw de Idolator dijo que la canción "probablemente no sacuda como la entrada más memorable entre los éxitos musicales de Nicki", aplaudiendo la contribución vocal de Cassie: "notamos como la voz suave de Cassie se desliza en la cima de una brillante guitarra acústica". Carrie Batten de Pitchfork dio una crítica positiva por la composición lírica de la canción diciendo que es "una sinfonía de bolsillo en zigzag cuyo chicle es tan azucarado que podría elevar tu índice glucémico simplemente golpeando tus oídos". Bradley Stern de MuuMuse llamó el dueto "feroz" y "robo-tastico", comparando también a «The Boys» con sencillos previos de Minaj como «Super Bass» y «Stupid Hoe».
Un escritor de HuffPost comentó: "La pista es realmente interesante porque vacila de la canción de rap a alguna versión de una melodía de cantante-compositor downtempo". Sal Cinquemani de Slant Magazine se expresó positivamente de la canción en cuanto a que "mezcla duro y suave, con el flujo inspirado en el punk de Minaj, complementado por un coro acústico acompañado de guitarra acústica". Michael Deplan de MTV remarcó que "en su última Banga, Nicki escuda rimas calientes mientras que Cassie trae la voz suave", y reconoció que ellas "hacen un equipo bonito y espectacular". Nadeska Alexis en la misma publicación escribió que "la rapera finalmente encontró un poco de balance entre sus raíces de hip hop y su persona pop", atribuyendo el hecho de que "mientras que el ritmo listo para la radio es sin duda pop, Minaj también vuelve a escupir letras", notando el "coro" azucarado de Cassie. Marc Hogan de Spin consideró la canción "un híbrido entre la luz, el pop boyante del mayor éxito de Minaj hasta la fecha, «Super Bass» y sus apariciones antiguas, sin invitados especiales y apariciones en mixtapes. Mickey Woods de Glamour sintió que «The Boys» es  "al igual que el arco iris Spaz-tastic como hemos llegado a esperar de Nicki", señalando la "caleidoscópica en su ámbito, la canción prácticamente zigzaguea a través de géneros y esquemas de la rima de fuego rápido, mientras que de alguna manera la gestión de sonido pegadizo lo suficiente como para darme uno de esos insta-azúcar en aumento que sólo la música pop más que ninguna la puede dar".

## Rendimiento comercial
Luego de ser lanzada, «The Boys» debutó en la posición 15 del Bubbling Under Hot 100 y una semana más tarde subió a la posición 14 señalándola como su mayor posición dentro del listado. También debutó en el Hot R&B/Hip-Hop Songs y alcanzó su mayor puesto en la posición 41. La canción logró alcanzar la posición 15 del UK R&B Songs, sin embargo no logró entrar entre las primeras cien canciones del Reino Unido (general), alcanzado la posición 101 como su mayor puesto en el UK Singles Chart. «The Boys» entró en las listas de distintos países incluyendo Alemania, Irlanda, Bélgica y Corea del Sur.

## Vídeo musical

### Antecedentes
Minaj anunció que se encontraba trabajando en un vídeo para «The Boys» durante una sesión de preguntas y respuestas vía Twitter con sus fanáticos a inicios de septiembre de 2012. Un mes después fue filmado en un estudio cerrado ubicado en Los Ángeles. El vídeo musical fue dirigido por Colin Tilley, quien había trabajado con Minaj en el vídeo musical de «I Am Your Leader» anteriormente ese mismo año. Un detrás de escenas fue publicado en línea el 3 de octubre de 2012, enseñando un set de grabación rosa colorido con Minaj vistiendo un traje neón colorido y conduciendo alrededor de un bloque rosa y un lugar inspirado en los Barbz, así como la propia heladería del alter ego de Minaj, Roman. Se escucha a Minaj decir, "Wow, quiero vivir en este bloque". Ella bromeó con algunas de las escenas del vídeo días antes de que fuera lanzado. El vídeo musical oficial de «The Boys» fue lanzado el día 18 de octubre de 2012 en VEVO.
Cassie explicó que todo el mundo tuvo una oportunidad de jugar en el set con su interpretación de la canción, así que ella decidió incluir su idea de lucir un traje de hombre con un cabello inspirado en el muñeco Ken mientras contaba dinero para "burlarse un poco de los chicos". La escena final original de Tilley contenía algo "corto para terminar la historia". Ella descartó el concepto original y habló sobre la experiencia: [Nicki] se hace cargo, ella sube, ella se recarga, así que fue el concepto y la idea de Colin fuera de la escena, pero me encanta. Nunca he hecho un vídeo que en realidad se siente como el arte pop cuando yo estaba en el set. Fue realmente genial".

### Sinopsis

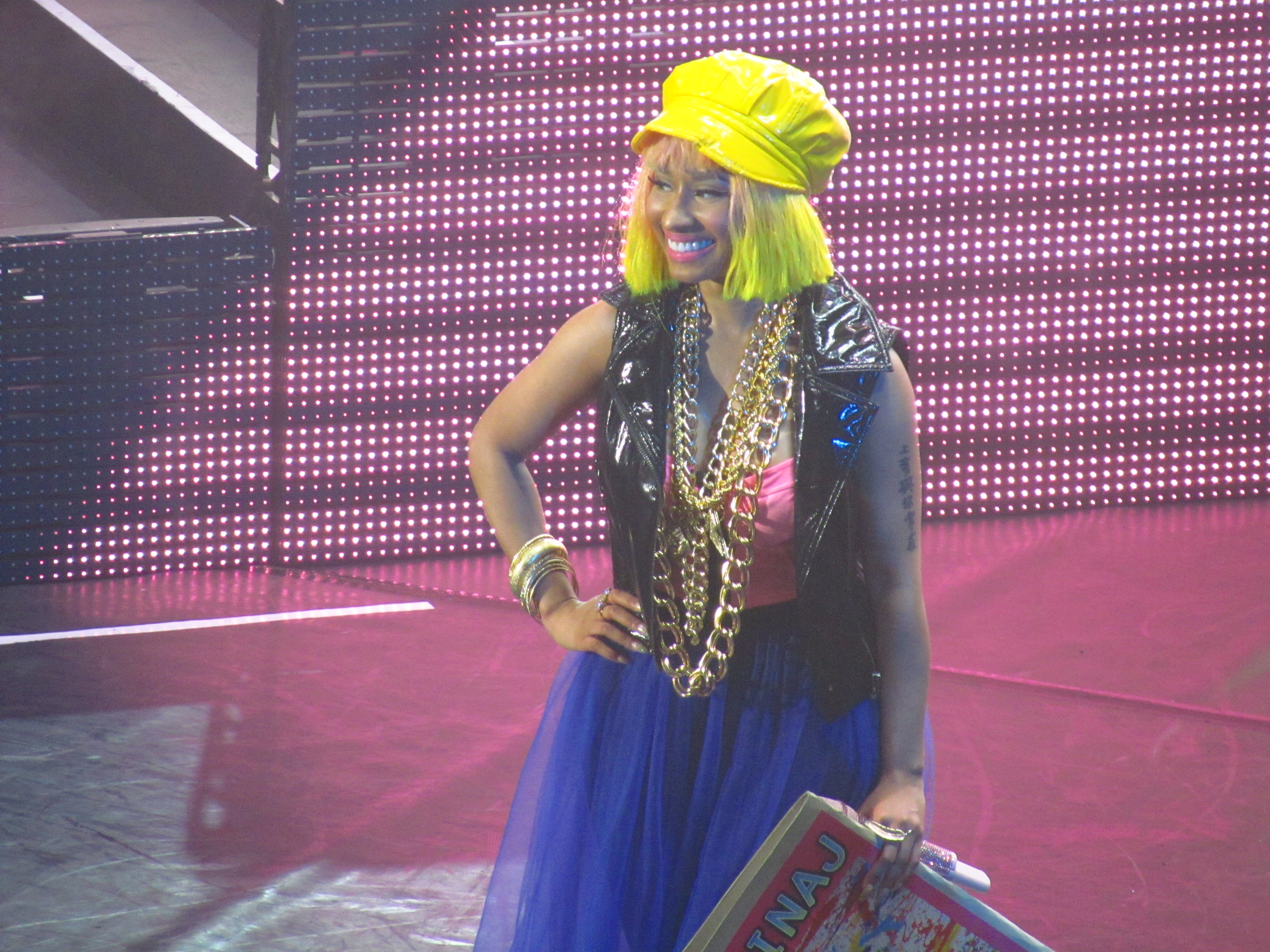
Minaj utilizó un estilo barbie extravagante.

Los coloridos visuales, ambientados en un barrio imaginario, se abren paso con una fuente blanca que fluye líquido color rosa, introduciendo el nombre del director y el de las dos artistas así como el del título del vídeo. La escena cambia a una mujer leyendo el periódico con Minaj en la portada y el titular "Barbería se incendia después de una locura accidente de llamas". Aparece entonces rápidamente Minaj mirando la cámara con malicia haciendo referencia a que ella es la culpable. Se muestra una escena de dos hombres inconscientes mientras suena un sonido de alarma. La escena cambia a Minaj estrellando un auto rosa, con hombre mirándola mientras ella luce una peluca rosa y amarilla. Minaj después aparece caminando por una calle colorida mientras rapea la canción, con hombres tras ella vestidos con sombrillas rosas cada uno. Se muestra a Cassie cantando el coro en el mismo entorno luciendo un estilo mohicano, un blazer multicolor, un pantalón blanco y plataformas multicolor, con los hombres mirándola con asombro y deseo para después aparecer dos mujeres patinando en el fondo. La escena se corta con Cassie en un bikini blanco en una habitación blanca con puntos rosa y una bola gigante en el fondo del mismo estilo. El ángulo cambia hacia Minaj en un Campagna T-REX naranja, con un fondo amarillo utilizado una peluca rubia y un bikini rosa. Minaj se une a Cassie en la habitación, utilizando una peluca arco iris y un vestuario amarillo y negro con zapatos azules, mientras Cassie continúa cantando su parte. Minaj toca sensualmente a Cassie, bailando en posiciones precarias a lo largo de la cintura y los muslos de Cassie.
Minaj y Cassie realizan varios cambios de vestuario a lo largo del vídeo. Diversos clips de Minaj y Cassie aparecen durante el coro, incluyendo a Minaj rebotando en la pelota mientras rapea su verso. Minaj después comienza el segundo verso en un salón de belleza, luciendo una peluca rosa mientras peinan su cabello. Aparecen bailarines haciendo una coreografía en el salón y Cassie entra a cantar el coro de nuevo mientras se encuentra sentada, sosteniendo una pila de billetes para proceder a lanzarlos al aire y unirse a los bailarines. Minaj rapea el último verso de la canción mientras abre la escena con un lanzallamas, luciendo una peluca rubia, luciendo un top y falda en una escena del crimen de una barbería incendiada, con llamas azules ardiendo y hombres tras ella. Diversos clips de Minaj y Cassie aparecen previamente, mostrándolas interactuando a lo largo del vídeo. Al final, se muestra a Minaj jugando con su cabello, y aparece Cassie en otra escena sentada en un mueble con forma de labio y Minaj sonriendo en su automóvil T-REX.

### Comentarios de la crítica
Rolling Stone describió el vídeo musical como un "choque completo de dos cosas: fuego y el color rosa". Vibe lo llamó "erótico" y "de sexualidad cambiante", examinando la discusión de las mujeres "exhibiendo la curiosidad lesbiana". Tom Breihan de Stereogum publicó que el vídeo tiene niveles de "viciosos day-glo absurdos", trazando comparaciones entre el look de Cassie y Grace Jones, haciendo referencia "a una motocicleta futurista que puede haber escapado del vídeo de Jadakiss de 2002". Carrie Brattan de Pitchfork señaló que "el sencillo azucarado" tiene el "vídeo más brillante", detallándolo como "un épico, arco iris brillante, relato de género de los crímenes de venganza contra toda la población masculina".
Erika Ramírez de Billboard comentó que "ambas damas sorprenden a los caballeros de trabajo con su 'actitud y reveladores vestuarios', de trajes de baño a ropa masculina sexy" en el vídeo. Katie Hasty de HitFix anotó que "sonará familiar, aunque en colores furiosos de magenta, verdes agresivos, rojos volcánicos y el color favorito de la rapera" en la canción que "tiene un objetivo sólido en los chicos de hip-hop, cómo esperan su 'amor' para ser entregado a la mano como una mercancía" y que sus creadores también trataron de mezclar los géneros con el estilo en las imágenes: "poniendo a Cassie en un traje sin camisa debajo, por ejemplo, o Nicki en un estilo princesa de dos piezas". En  Hip-Hop Wired, Kazeem Famuyide escribió que ellas liberaron un vídeo que "parece estar hecho para la generación hiper-media de creadores de GIF y adictos a Tumblr". Spin declaró que "el clip combina una caricaturesca hiper-sexualidad con una alborotada asesina", definiéndolo como "extravagante y reveladamente cansado".
Lauren Nostro de Complex señaló que "fue cautivador como lo habíamos esperado" y que "marca el debut del gran regreso de Cassie como una estrella del pop". Otras publicaciones también elogiaron la androginia que Cassie luce en el vídeo, abrazando "su lado masculino en un traje azul", Allure sugirió que los "vestuarios extremos son tan fáciles de imitar, haciendo Minaj y Cassie un gran (y oportuno) dúo para un traje de Halloween". Nadeska Alexis de MTV seleccionó "la transformación de Cassia a un hombre, luciendo un traje azul oscuro con pelo de neón recortado, es nuestro look favorito". Popdust contó el vídeo como Minaj y Cassie embarcando "en dar un tutorial sobre cómo hacer que ciertos chicos – el tipo de chicos que probablemente te han hecho daño o pronto te lo harán– celoso, y tal vez un poco asustado por su bienestar", y añadieron que la advertencia del titular del periódico de apertura era una reminiscencia de otra colaboración de Mujer fatal, «Telephone» de Lady Gaga y Beyoncé. El vídeo musical fue nominado a Mejor Dirección Artística en los MVPA Awards del 2013.

## Lista de canciones
- Descarga digital — Versión explícita

| N.º | Título     | Duración |  |
| 1.  | «The Boys» | 4:08     |  |

- Descarga Digital — Versión censurada

| N.º | Título     | Duración |  |
| 1.  | «The Boys» | 4:08     |  |

## Posicionamiento en listas

### Semanales
| País              | Lista                                    | Mejor posición |      |
| 2012              | 2012                                     | 2012           | 2012 |
| ----------------- | ---------------------------------------- | -------------- | ---- |
| Alemania          | Deutsche Black Charts                    | 9              |      |
| Bélgica (Flandes) | Ultratop Flandes                         | 54             |      |
| Bélgica (Flandes) | Ultratop Urban Flandes                   | 37             |      |
| Bélgica (Flandes) | Ultratip Bubbling Under Flandes          | 54             |      |
| Corea del Sur     | Gaon International Singles               | 94             |      |
| Estados Unidos    | Billboard Bubbling Under Hot 100 Singles | 14             |      |
| Estados Unidos    | Hot R&B/Hip-Hop Songs                    | 41             |      |
| Irlanda           | Irish Singles Chart                      | 95             |      |
| Reino Unido       | UK Singles Chart                         | 101            |      |
| Reino Unido       | UK R&B Singles Chart                     | 15             |      |

## Premios y nominaciones
| Año  | Premiación     | Categoría                 | Resultado |
| ---- | -------------- | ------------------------- | --------- |
| 2013 | MVPA Awards    | Mejor dirección artística | Nominado  |
| 2015 | VEVO Certified | 100 millones de vistas    | Ganador   |

## Créditos y personal
Lugares de grabación
- Grabación en Studio Malibu, Malibu, y Jonas Mobile Studio and Jeberg Studios, Copenhague
- Mezclado en Studio Malibu, Malibu
- Masterizado en Chris Athens Masters, Austin

Personal
| - Onika Maraj – Intérprete, compositor (a) - Cassandra Ventura – Intérprete - Jonas Jeberg – Productor, compositor, instrumentos, programación, mezcla, ingeniero - Jean Baptiste – Coproductor, compositor | - Anjulie Persaud – Compositor - Anjulie Persaud – Compositor - Chris Athens – Masterización - Ariel Chobaz – Ingeniero, mezcla - Kuk Harrell – Productor de voz adicional, ingeniero - Josh Gudwin – Ingeniero |

 Créditos adaptados por las líneas de Pink Friday: Roman Reloaded – The Re-Up

## Historial de lanzamiento
| País           | Fecha                    | Formato (s)      |
| -------------- | ------------------------ | ---------------- |
| Estados Unidos | 13 de septiembre de 2012 | descarga digital |
| Reino Unido    | 14 de septiembre de 2012 | descarga digital |
| Estados Unidos | 25 de septiembre de 2012 | Urban            |